# Austin Powers (personnage)
Sir Augustine Danger Powers, KBE, est un personnage fictif de la série de films Austin Powers, créé et interprété par Mike Myers. Il est le protagoniste d'Austin Powers, Austin Powers 2 : L'Espion qui m'a tirée et Austin Powers dans Goldmember.
C'est un espion britannique coureur de jupons et fêtard incarnant la psyché du Swinging Sixties et la culture hippie des années 1960 qui, avec son ennemi juré le Dr Evil, a été congelé lors d'une expérience de cryogénisation. L'humour de la série suit ses tentatives d'adaptation au monde moderne alors qu'il continue d'essayer de le sauver du terrorisme.

## Personnalité

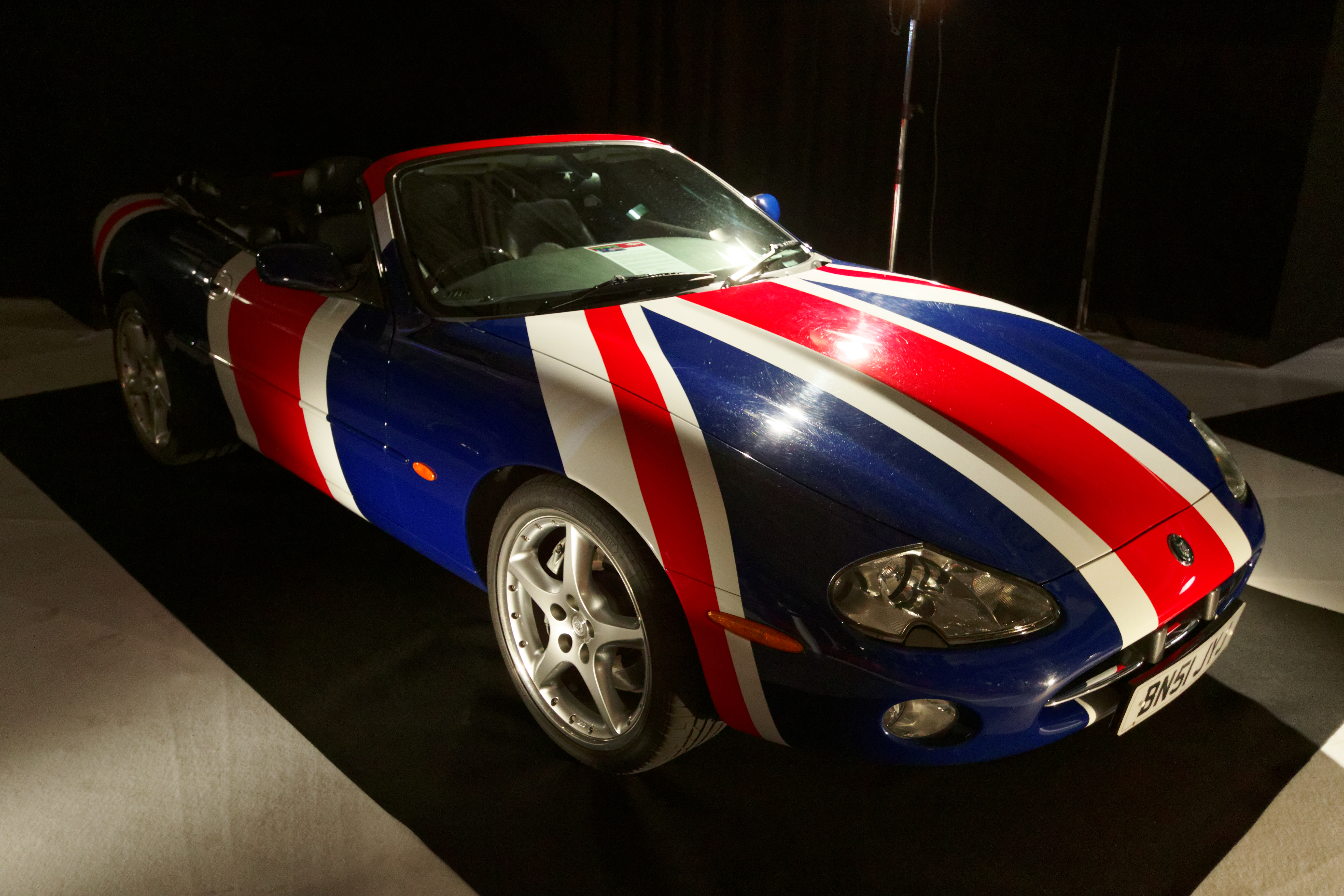
La Shaguar d'Austin Powers (Jaguar Type E)

Austin Powers est un personnage considéré comme une parodie de James Bond, influencé par Evelyn Tremble (interprétée par Peter Sellers) dans le film Casino Royale, parodie de James Bond de 1967. D'autres influences notables sont Harry Palmer (interprété par Michael Caine, qui jouera ensuite le père d'Austin, Nigel, dans Goldmember), en particulier ses épaisses lunettes à monture en corne, et le sens vestimentaire flamboyant de Jason King (interprété par Peter Wyngarde).
Le personnage d'Austin Powers représente un archétype du Swinging Sixties, avec son plaidoyer pour l'amour libre, son utilisation d'expressions obscures et son style vestimentaire (notamment des costumes en velours écrasé et des bottes des Beatles).

## Développement
Mike Myers, Matthew Sweet et Susanna Hoffs ont formé le faux groupe britannique des années 1960 Ming Tea après le passage de Myers au Saturday Night Live au début des années 1990,. Les membres du groupe se sont tous produits sous des pseudonymes avec des personnages des années 1960. Myers a adopté le pseudonyme et le personnage d'Austin Powers.
Le groupe s'est produit à plusieurs reprises dans des clubs et à la télévision en tant que personnage. Robin Ruzan, alors épouse de Myers, l'a encouragé à écrire un film basé sur Austin Powers,. Les nécrologies de Simon Dee (1935-2009), présentateur de radio et de télévision à la BBC, ont indiqué que son "grooviness des années 60" l'avait inspiré pour le personnage.
Fortement influencé par la culture pop britannique durant son enfance, Mike Myers a affirmé que son père, né en Grande-Bretagne, était la source d'inspiration d'Austin Powers.

## Autres apparitions
- En mai 1999, HBO a acheté les droits de production d'une série de dessins animés basée sur les films Austin Powers. Malgré l'annonce d'une saison de treize épisodes, HBO a finalement abandonné le projet[11].
- Austin Powers a été utilisé pour la publicité de nombreux produits et pour la promotion de certains produits, tels que Pepsi.
- Il apparaît également dans les vidéoclips de Beautiful Stranger de Madonna, Work It Out de Beyoncé[12] et Boys de Britney Spears[13].
- Les jeux vidéo dans lesquels il apparaît sont Austin Powers Pinball, Austin Powers : Bienvenue dans mon repaire souterrain, Austin Powers : Oh, Behave ! et Austin Powers Operation : Trivia.
- Powers figure dans un épisode de l'émission web Epic Rap Battles of History, où il est opposé à James Bond. Il est interprété par le co-créateur de la série, Nice Peter.

## Dans la culture populaire
En novembre 2010, il a été élu 23e dans la liste d'Entertainment Weekly des "100 plus grands personnages des 20 dernières années".